# Ивановка (Викуловский район)
Ивановка — упразднённая деревня в Викуловском районе Тюменской области. Входила в состав Сартамского сельского поселения. Официально упразднена в 1995 году.

## География
Располагалась в восточной части Тюменской области, в таёжной зоне, в пределах юго-западной части Западно-Сибирской низменности, на безымянном ручье, соединяющим болото Рыбино-Кармолинское и заболоченную правобережную пойму Ишима, на расстоянии примерно 11 километров (по прямой) к северо-востоку от села Сартам.

### Климат
Климат в местности континентальный с суровой холодной зимой. Годовое количество осадков — 417 мм. Средняя температура января составляет −18,9 °C, июля — +18 °C. Продолжительность периода с устойчивым снежным покровом — 161 день.

## История
Основана в 1920 году. По данным на 1926 год деревня Богатый состояла из 21 хозяйства. В административном отношении входила в состав Покровского сельсовета Викуловского района Ишимского округа Уральской области.
В 1995 году исключена из учётных данных, в связи с прекращением существования.

## Население
| 1989 |
| ---- |
| 2    |

По данным переписи 1926 года в деревне проживало 126 человек (67 мужчин и 59 женщин), в том числе: русские составляли 100 % населения.